# Nakvasovice
Nakvasovice je malá vesnice, část městyse Čechtice v okrese Benešov. Nachází se asi 4 km na západ od Čechtic. V roce 2009 zde bylo evidováno 30 adres.
Nakvasovice je také název katastrálního území o rozloze 9,56 km². V katastrálním území Nakvasovice leží i Dobříkovice, Palčice a Zhoř.

## Historie
První písemná zmínka o vesnici pochází z roku 1454.